# إدواردو مينجاس
إدواردو مينجاس مواليد 29 يناير 1979 في أنغولا، هو لاعب كرة سلة أنغولي. بدأ مسيرته الاحترافية في سنة 1995. يحمل الرقم 15. مثّل منتخب بلاده. شارك في دورة الألعاب الأولمبية الصيفية سنة 2004. حقق المركز الأول في بطولة أمم أفريقيا لكرة السلة 2013.

## سجل المنافسة
شارك في المنافسات التالية:
- كأس العالم لكرة السلة 2014
- الألعاب الأولمبية الصيفية 2004
- الألعاب الأولمبية الصيفية 2008

## الميداليات
| الميدالية | المسابقة                          |
| --------- | --------------------------------- |
| ذهبية     | بطولة أمم أفريقيا لكرة السلة 2013 |
| ذهبية     | بطولة أمم أفريقيا لكرة السلة 2009 |
| ذهبية     | بطولة أمم أفريقيا لكرة السلة 2007 |
| ذهبية     | بطولة أمم أفريقيا لكرة السلة 2005 |
| فضية      | بطولة أمم أفريقيا لكرة السلة 2011 |
| فضية      | بطولة أمم أفريقيا لكرة السلة 2015 |

## روابط خارجية
- إدواردو مينجاس على موقع الاتحاد الدولي لكرة السلة (الإنجليزية)
- إدواردو مينجاس على موقع كرة السلة الأوروبية.كوم (الإنجليزية)
- إدواردو مينجاس على موقع ريلجم (الإنجليزية)
- إدواردو مينجاس على موقع بروبوليرز (الإنجليزية)
- إدواردو مينجاس على موقع سبورتس رفرنس (الإنجليزية)
- إدواردو مينجاس على موقع اللجنة الأولمبية الدولية (الإنجليزية)
- إدواردو مينجاس على موقع أوليمبيديا (الإنجليزية)